# Wolfgang Nehring (Literaturwissenschaftler)
Wolfgang Nehring (* 15. November 1938 in Oppeln; † 3. Januar 2013) war ein deutscher germanistischer Literaturwissenschaftler.

## Leben
Seine Eltern waren der Jurist Joachim Nehring und die Gymnasiallehrerin Therese, geb. Ulmer. Wolfgang Nehring besuchte die Volksschule in Neuhaus/Elbe und das Gymnasium in Duisburg.
Er studierte deutsche Literatur, Philosophie und Altphilologie an den Universitäten Bonn, Tübingen und Wien. 1965 wurde er in Bonn promoviert. Im Anschluss war er ein Jahr Visiting Professor an Boston College. Seit 1967 lehrte er als Professor für Literaturwissenschaft am Department of Germanic Languages der University of California, Los Angeles (UCLA).
Seine Forschung umfasste deutsche Literatur vom späten 18. Jahrhundert bis zur Gegenwart mit besonderem Schwerpunkt auf deutscher Romantik, früher Moderne und österreichischer Literatur.

## Schriften (Auswahl)
- Die Tat bei Hofmannsthal. Eine Untersuchung zu Hofmannsthals großen Dramen. Stuttgart 1966, OCLC 901516761.
- als Herausgeber mit Hans Wagener: Franz Werfel im Exil. International Franz Werfel Conference, Los Angeles, Okt. 1990. Bonn 1992, ISBN 3-416-02329-3.
- Spätromantiker. Eichendorff und E. T. A. Hoffmann. Göttingen 1997, ISBN 3-525-01219-5.
- als Herausgeber: Wilhelm Heinrich Wackenroder und Ludwig Tieck: Phantasien über die Kunst. Stuttgart 2000, ISBN 3-15-009494-1.